# Carles Ferrater i Lambarri
Carles Ferrater i Lambarri   (Barcelona, 22 de novembre de 1944) és un arquitecte català.

## Biografia
Va cursar els seus estudis a l'Escola Tècnica Superior d'Arquitectura de Barcelona i es va doctorar l'any 1987. És professor adjunt del darrer curs de Projectes a l'ETSAB des de l'any 1971 i titular per oposició des del 1987.
Des del 1971 treballa al seu despatx professional a Barcelona que, des del 1993, compta amb Joan Gibernau com a arquitecte associat. Entre els anys 1985 i 1992 ha estat president d'ADI-FAD (85-87), INFAD (87-89) i ARQ-INFAD (90-92). Ha estat professor visitant a l'Escola d'Arquitectura de Granada i a la Universitat de Navarra. Director dels cursos d'Arquitectura a la Universidad Internacional Menéndez Pelayo de Santander entre el 1993 i el 1995. És director de la Biennal d'Arquitectura Espanyola i membre del Comitè Científic de la I Biennal d'Arquitectura Iberoamericana.
El 2006 fundà l'estudi OAB Office of Architecture in Barcelona amb Xavier Martí Galí, i Borja i Lucía Ferrater.
La seva obra ha estat guardonada amb nombrosos premis i exposada a mostres col·lectives d'arquitectura i ha impartit seminaris i conferències per tot el món. Dels seus dissenys es poden destacar les cadires Diestra i Siniestra (1992).